# Isuzu D-Max
Isuzu D-Max — пікапи, що виробляються компанією Isuzu з 2002 року.

## Перше покоління (2002—2012)

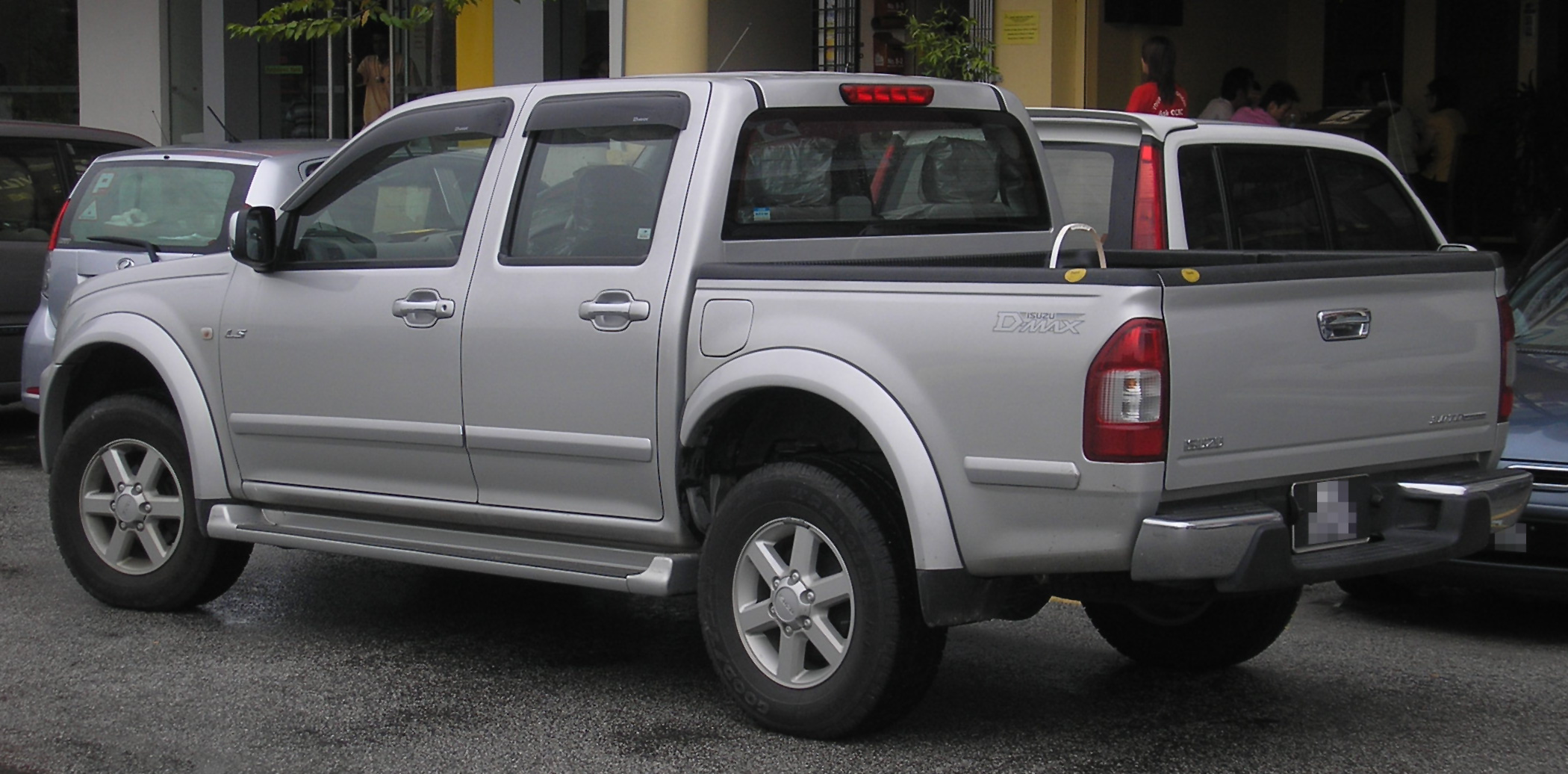
Isuzu D-Max (2002—2008)

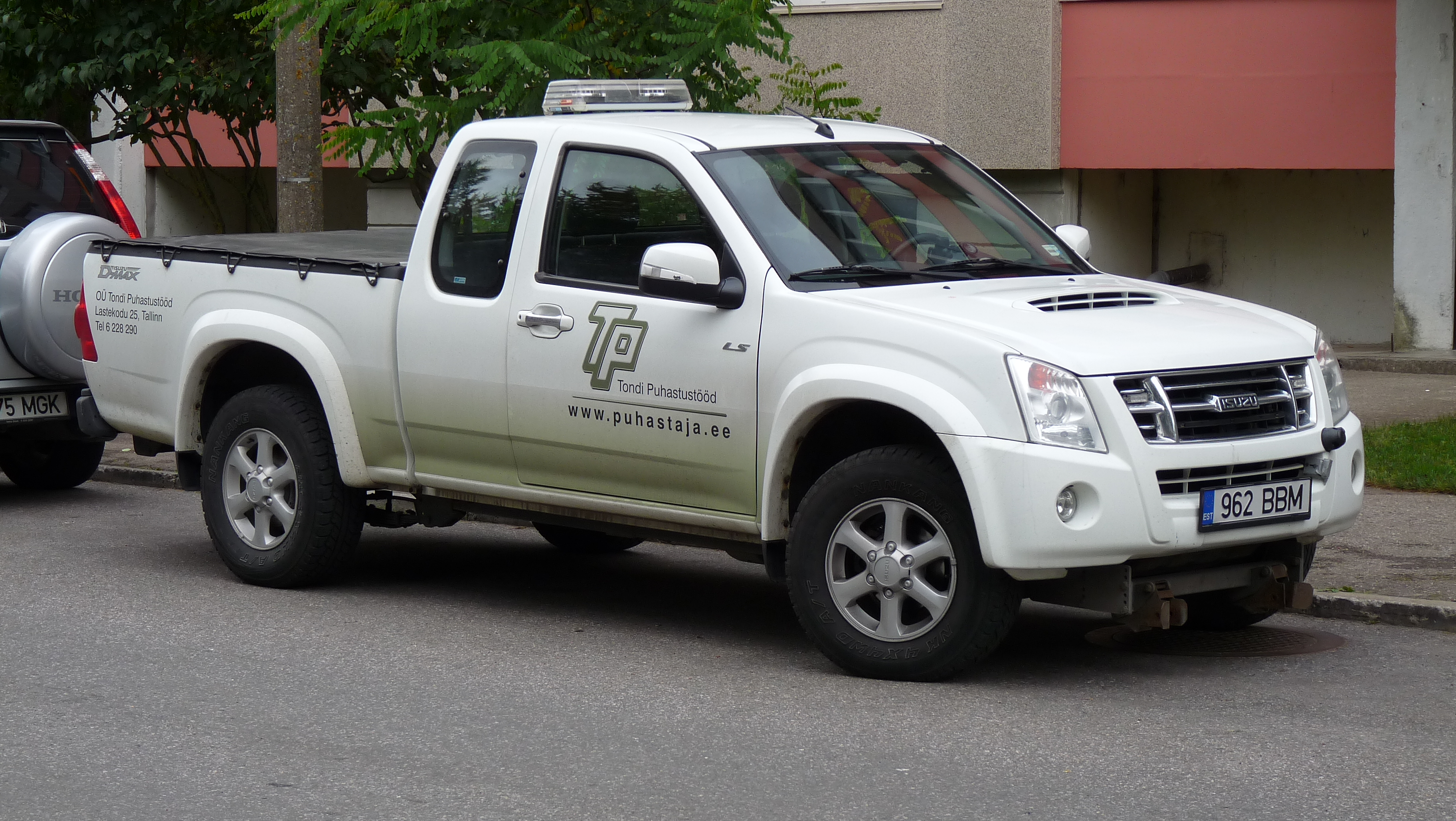
Isuzu D-Max фейсліфт (2008—2011)

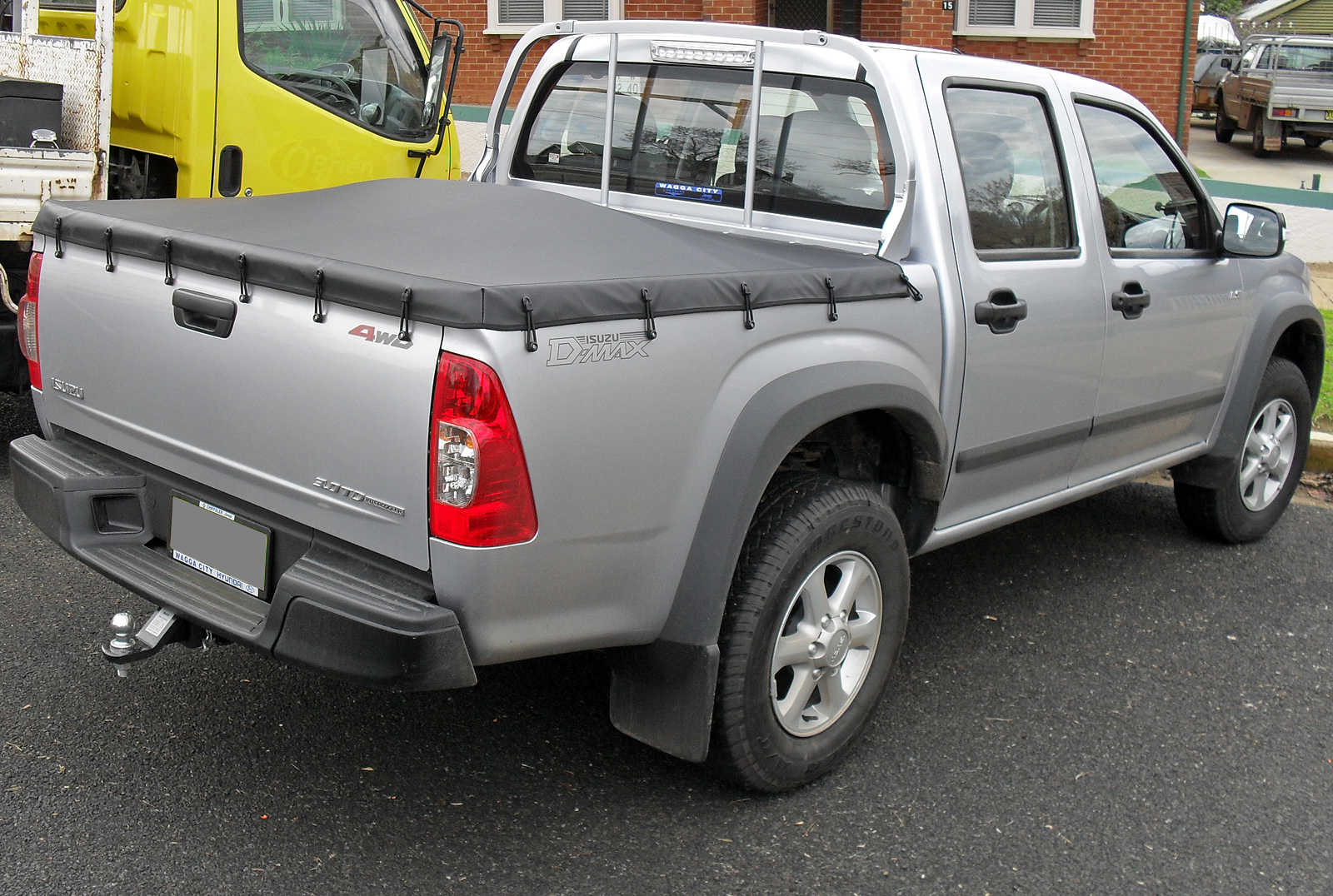
Isuzu D-Max фейсліфт (2008—2011)

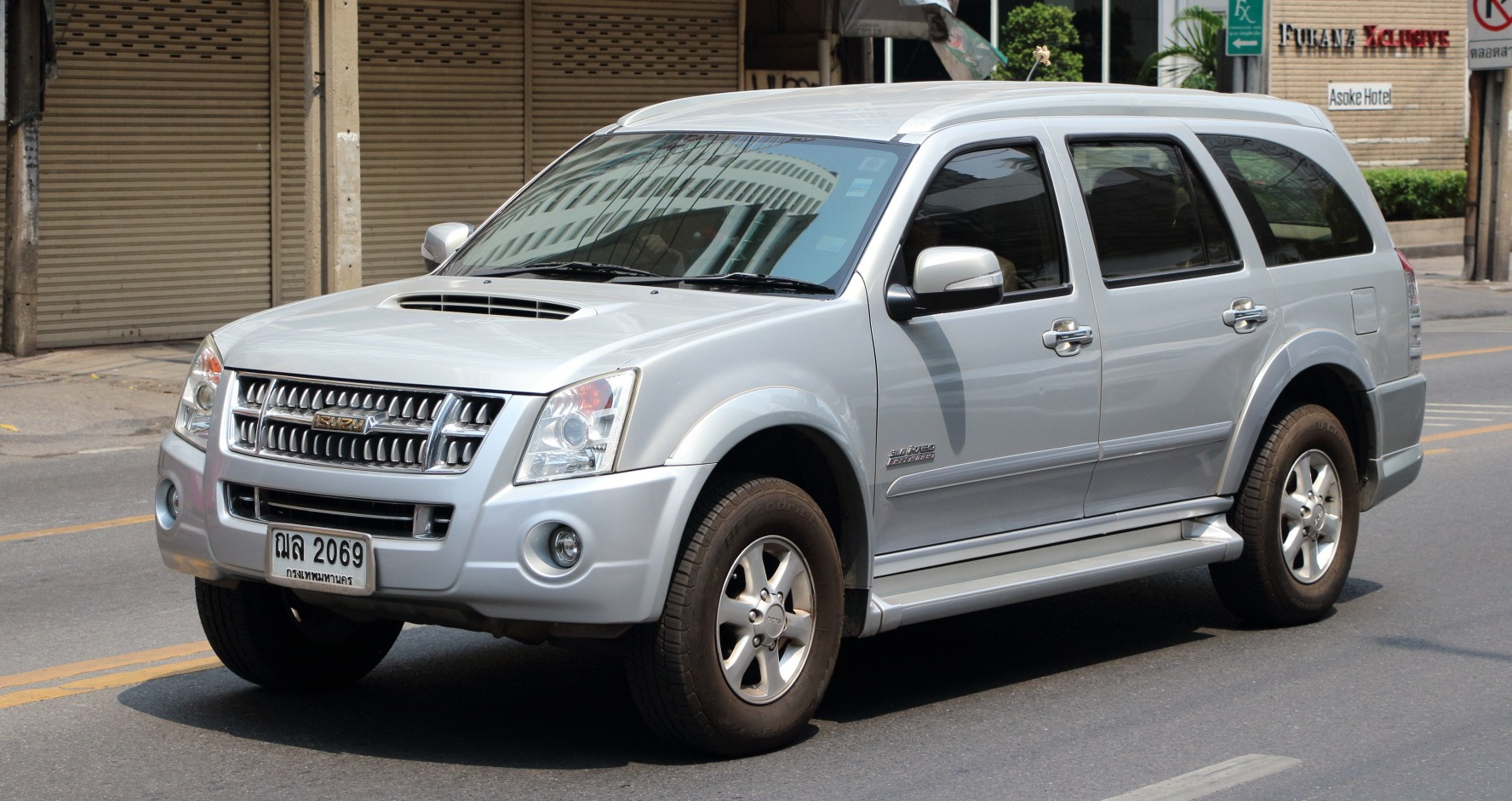
Isuzu MU-7

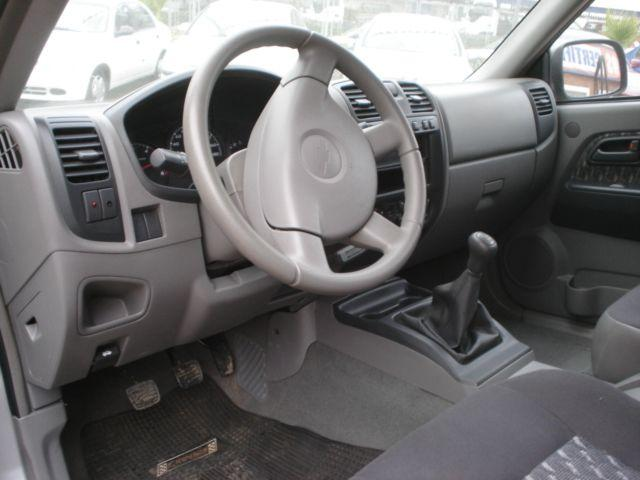

Перше покоління середньорозмірного пікапа Isuzu D-Max дебютувало в 2002 році. Воно було засноване на платформі пікапа Chevrolet Colorado. Залежно від ринку й модифікації D-Max мав багато моторів: дизелі 1.9, 2.5, 2.8 і 3.0, а також бензинові агрегати 2.0, 2.2, 2.4. Працювали вони з п'ятиступінчастою МКПП і чотиридіапазонною АКПП.
У 2004 році представили позашляховик Isuzu MU-7 на базі Isuzu D-Max з турбодизелем 3.0 4JJ1-TC DDi iTEQ потужністю 146 к.с. 4х2 або 4х4, який замінив Isuzu Rodeo.
У 2008 році Isuzu D-Max модернізували. Змінилася оптика, решітка радіатора, бампери й оснащення. Аналогічно модернізували й Isuzu MU-7.
Окрім Таїланду, D-Max першого покоління випускався в Китаї, Чилі, Еквадорі, Єгипті, Філіппінах, Нігерії, Португалії, ПАР, Тунісі.

### Двигуни
Бензинові:
- Р4 2,2 л
- Р4 2,4 л 123 к.с.
- V6 3,6 л 211 к.с.

Дизельні:
- Р4 2,5 л TC 136 к.с.
- Р4 2,8 л TD 177 к.с.
- Р4 2,8 л TD 197 к.с.
- Р4 3,0 л TD 163 к.с.

## Друге покоління (з 2011)

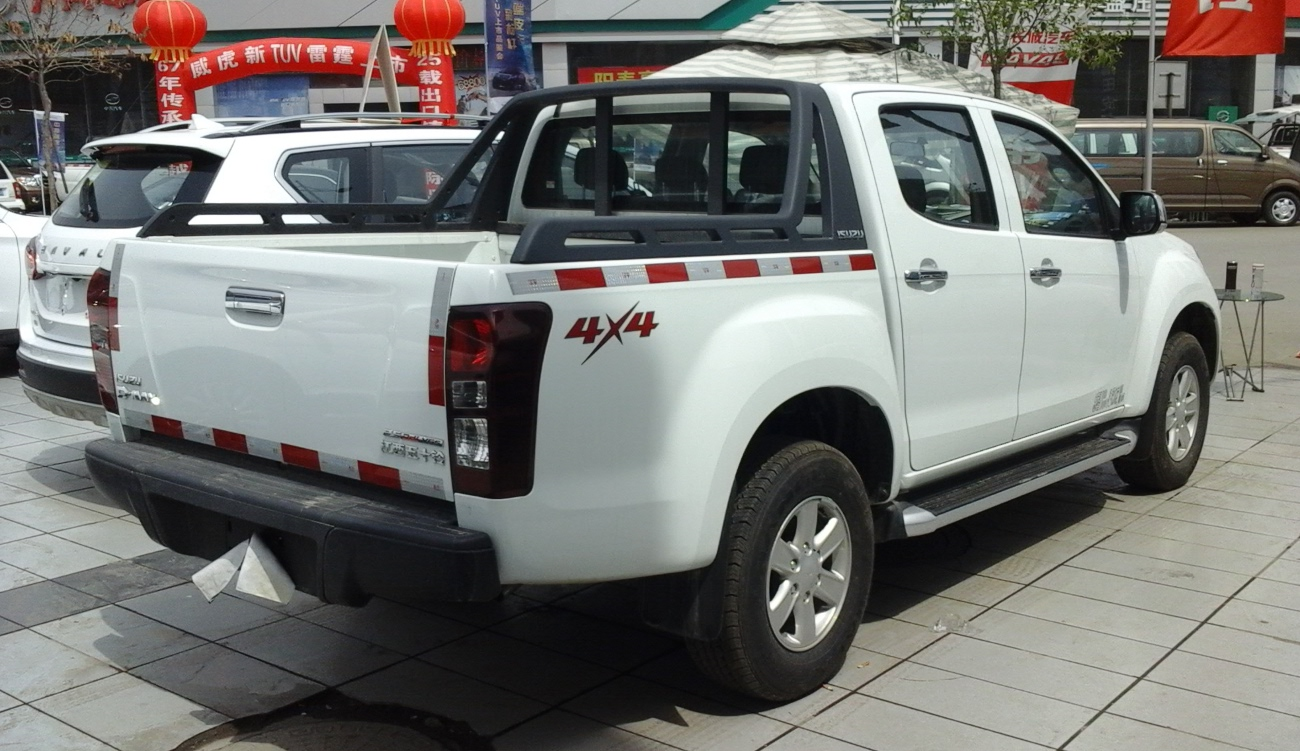
Isuzu D-Max 2 (2011—2018)

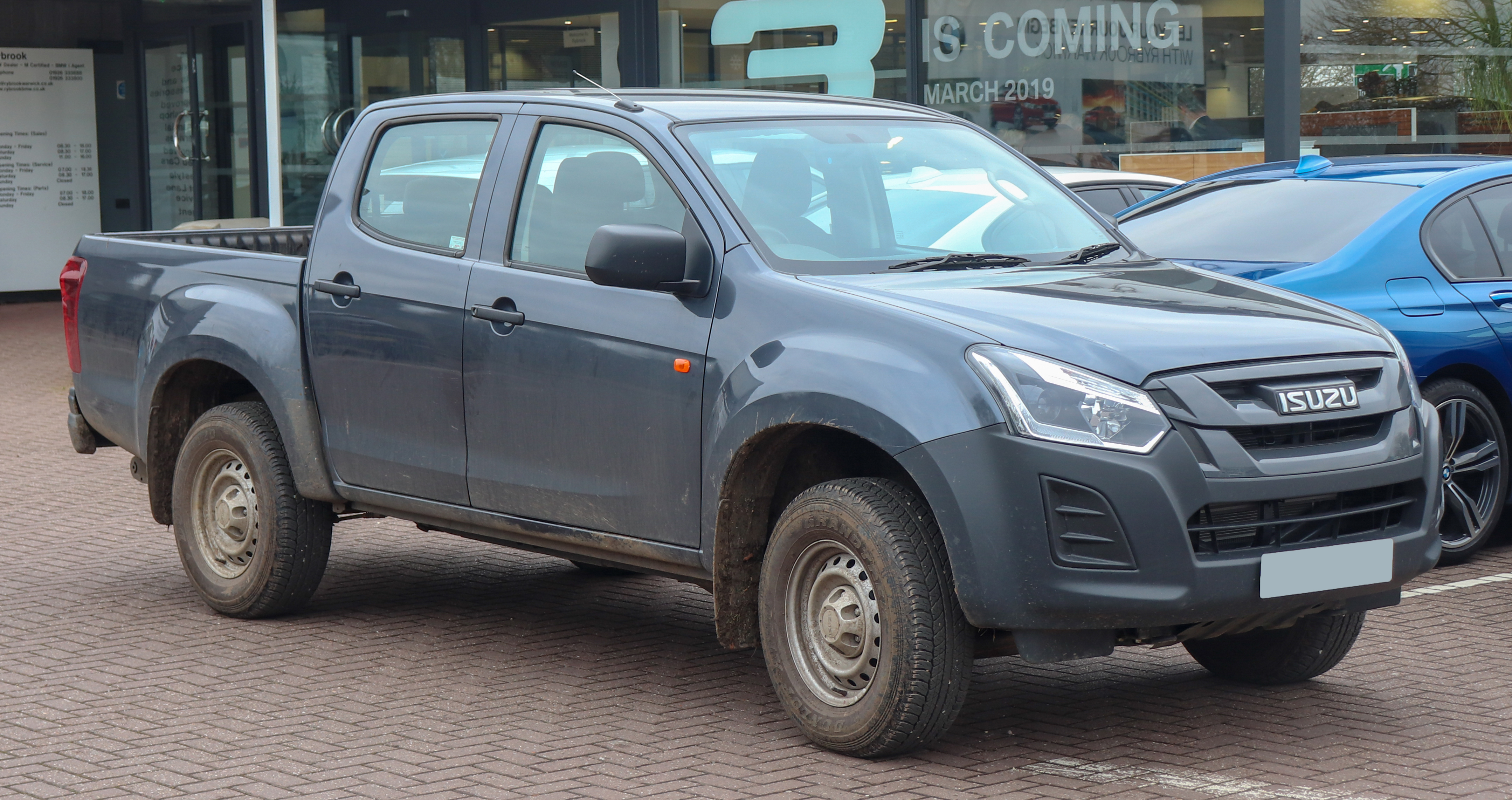
Isuzu D-Max 2 (з 2018)

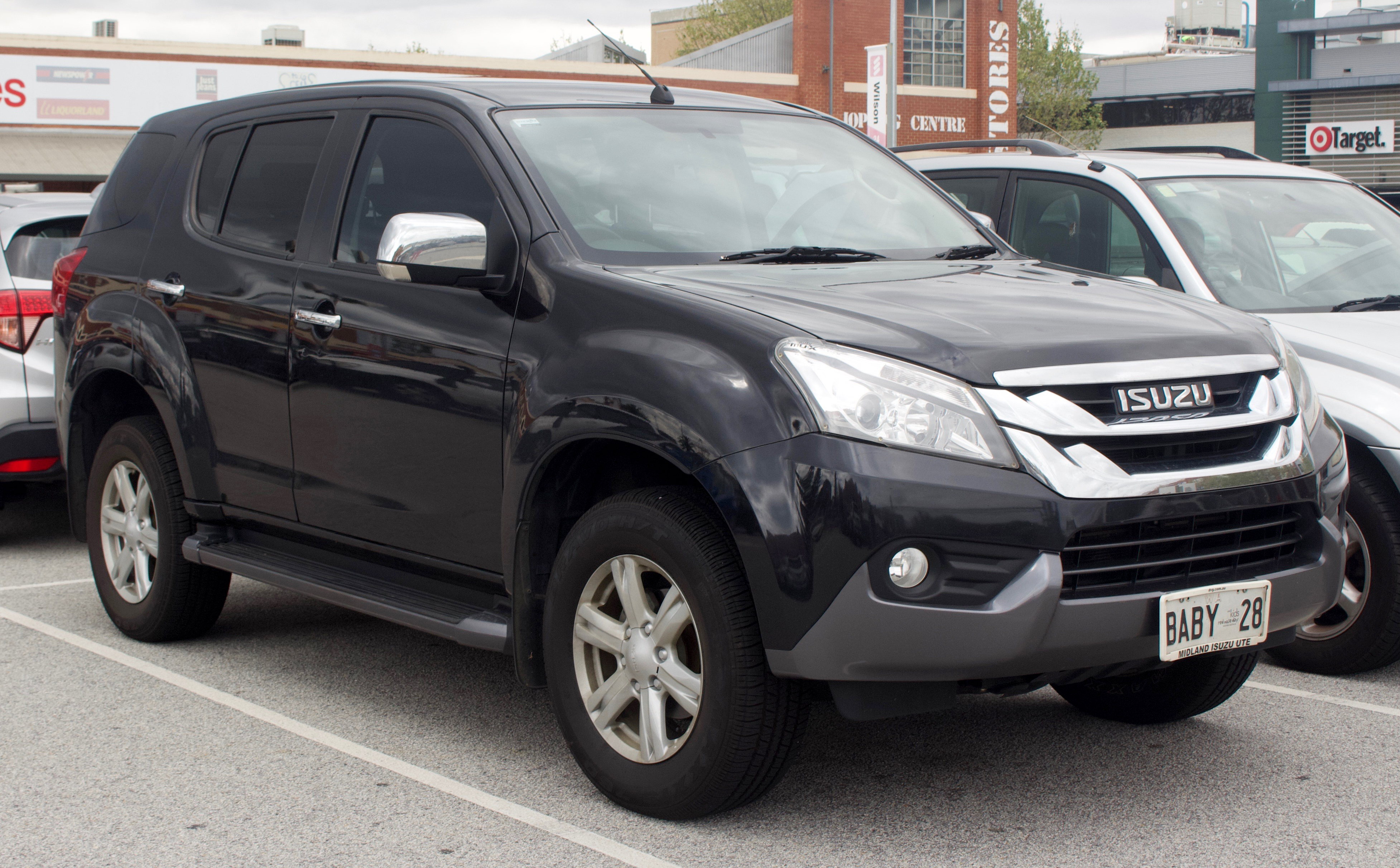
Isuzu MU-X (з 2013)

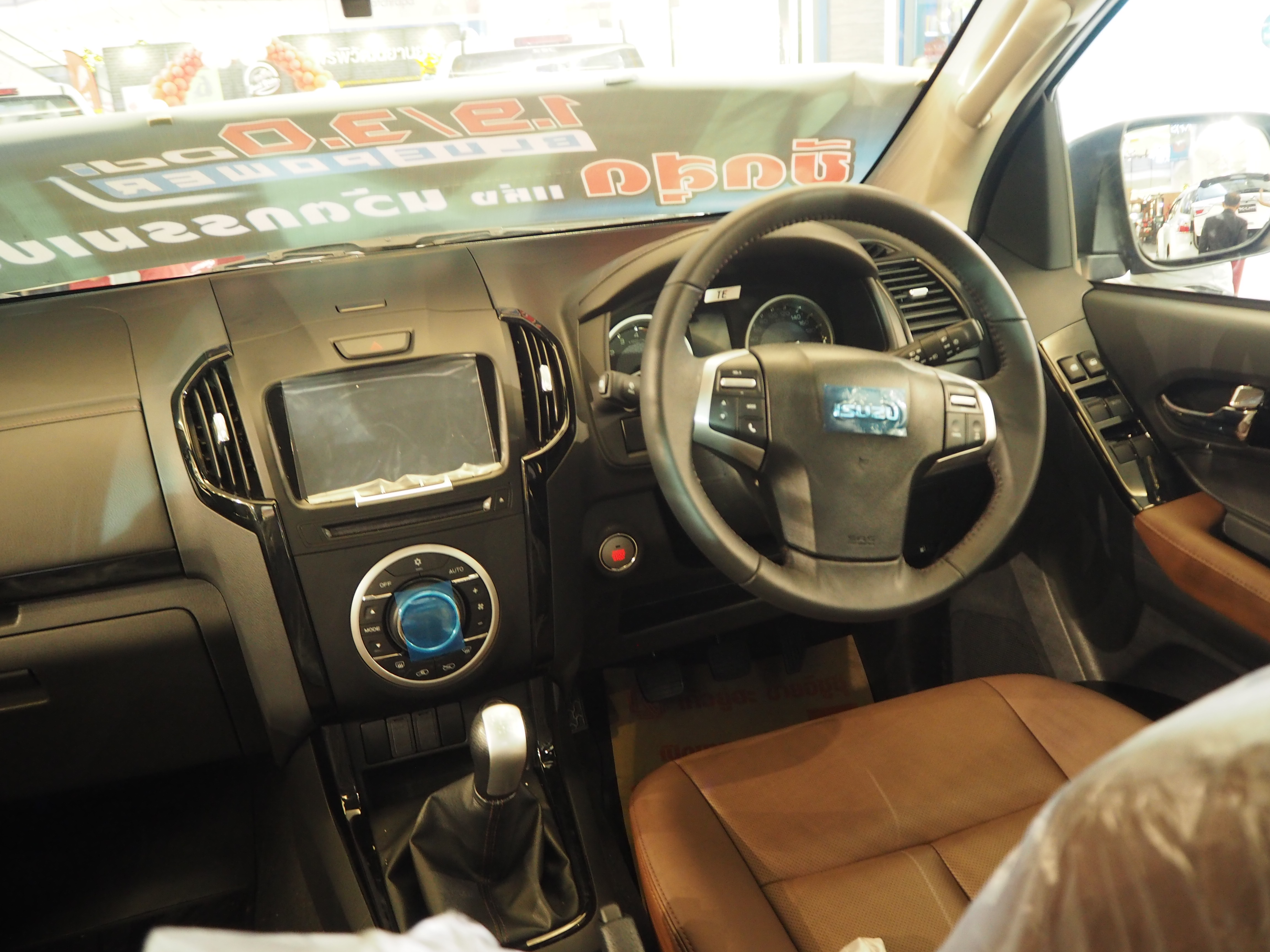

У 2011 році представлено друге покоління Isuzu D-Max. Автомобілі мають раму й пропонуються з трьома типами кузовів та трьома типами трансмісій (заднім і повним приводом). На автомобілі встановлюють різноманітні дизельні й бензинові двигуни та механічні й автоматичні коробки передач на вибір.
У 2013 році представили позашляховик Isuzu MU-X на базі Isuzu D-Max, що замінив Isuzu MU-7. Позашляховик комплектується двигунами 2.5 л 4JK1-TCX 136 к.с. і 3.0 л 4JJ1-TCX 163 к.с.
У 2015 році Isuzu D-Max і Isuzu MU-X отримали новий турбодизель 1.9 л RZ4E-TC потужністю 150 к.с. Доопрацювання включали в себе світлодіодні фари прожекторного типу, розширення списку обладнання.
Isuzu D-Max також використовується у Національній поліції України.

### Двигуни
| Модель             | Рік виробництва | Тип двигуна / код | Потужність, при об/хв        | Крутний момент, при об/хв | примітки                         |
| Бензинові          | Бензинові       | Бензинові         | Бензинові                    | Бензинові                 | Бензинові                        |
| ------------------ | --------------- | ----------------- | ---------------------------- | ------------------------- | -------------------------------- |
| 2.4 L Vortec       | 2005-           | ? см3 DOHC Р4     | 123 к.с. (92 кВт), при ?     | 207 Нм, при ?             | під назвою Holden Rodeo/Colorado |
| 3.6 L Alloytec LY7 | 2005-           | 3564 см3 DOHC V6  | 211 к.с. (157 кВт), при 6500 | 313 Нм, при 2600          | під назвою Holden Rodeo/Colorado |
| Дизельні           |                 |                   |                              |                           |                                  |
| 1.9 L RZ4E-TC      | 2015-           | 1898 см3 DOHC Р4  | 150 к.с. (110 кВт), при 3600 | 350 Нм, при 1800          |                                  |
| 2.5 L 4JK1-TC      | 2005-           | 2499 см3 DOHC Р4  | 100 к.с. (75 кВт), при 3600  | 280 Нм, при 1800-3400     |                                  |
| 2.5 L 4JK1-TCX     | 2005-           | 2499 см3 DOHC Р4  | 136 к.с. (100 кВт), при 3600 | 320 Нм, при 1800—2800     |                                  |
| 2.5 L 4JK-1E5-TC   | 2005-           | 2499 см3 DOHC Р4  | 163 к.с. (120 кВт), при 3600 | 400 Нм, при 1400—2000     | тільки для Європи                |
| 3.0 L 4JJ1-TCX     | 2005-           | 2999 см3 DOHC Р4  | 163 к.с. (120 кВт), при 3600 | 333-360 Нм, при 1600-3200 |                                  |

## Третє покоління (з 2019)

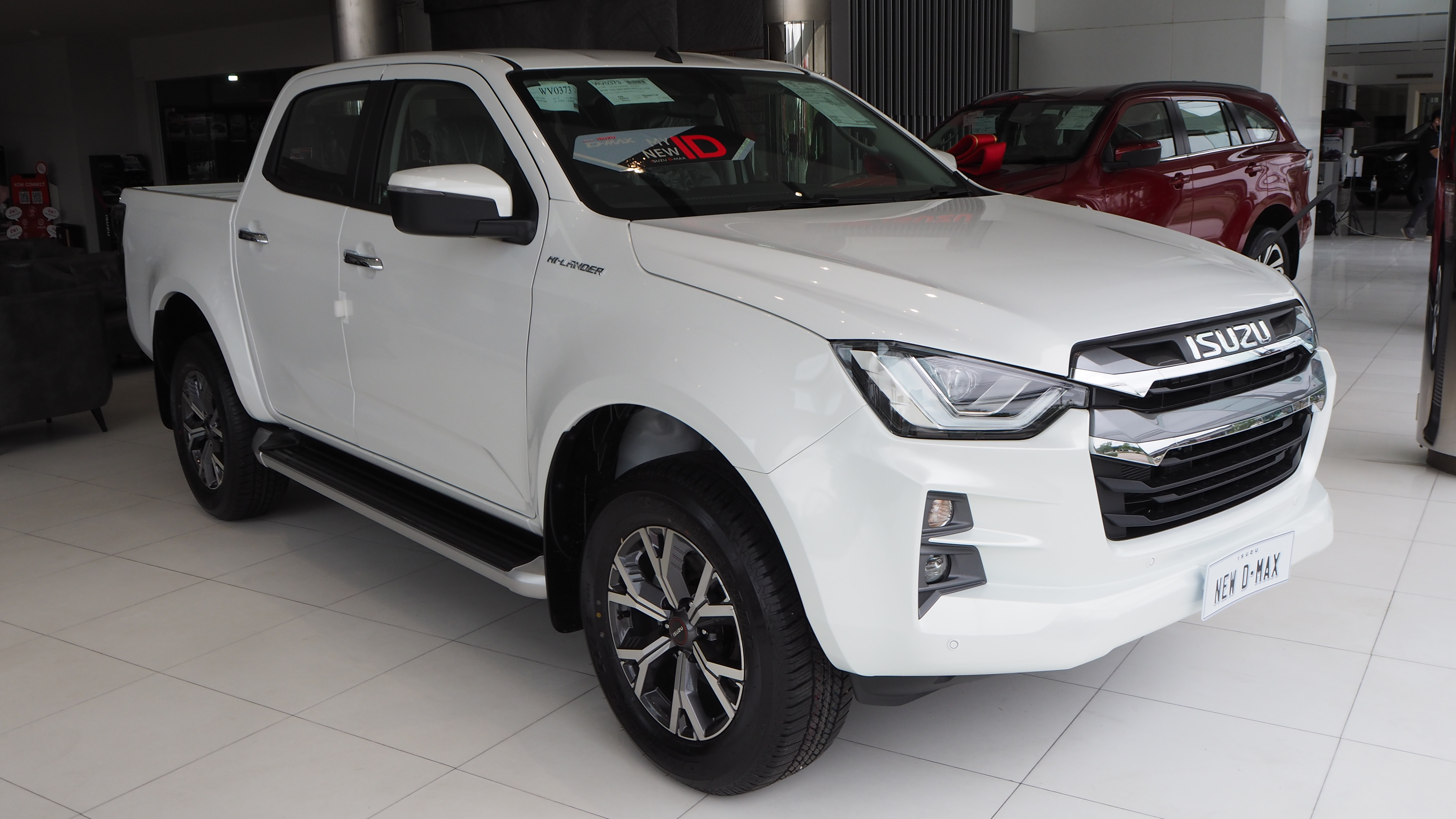
Isuzu D-Max Hi-Lander 4-Door

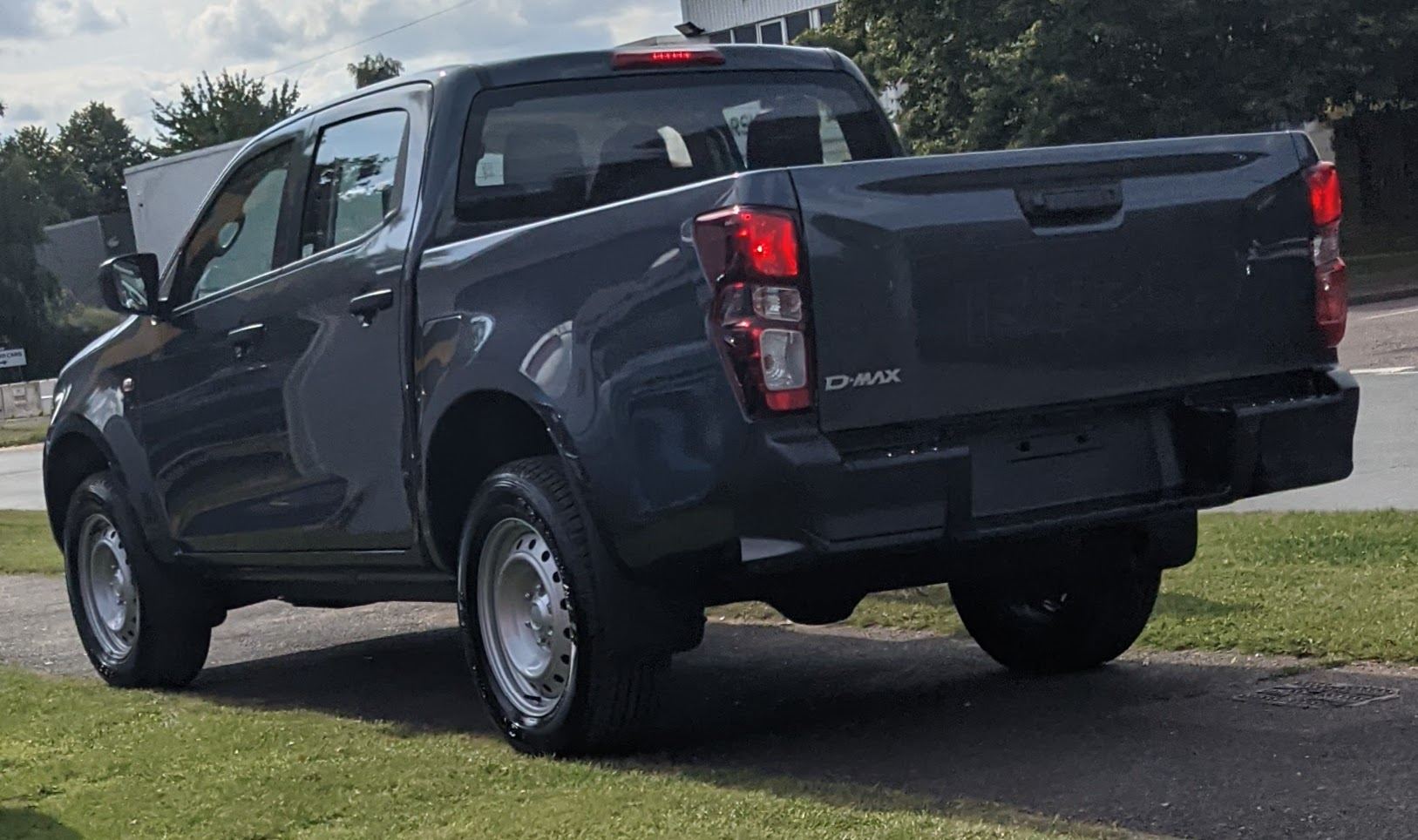
Isuzu D-Max Spark 3-Door

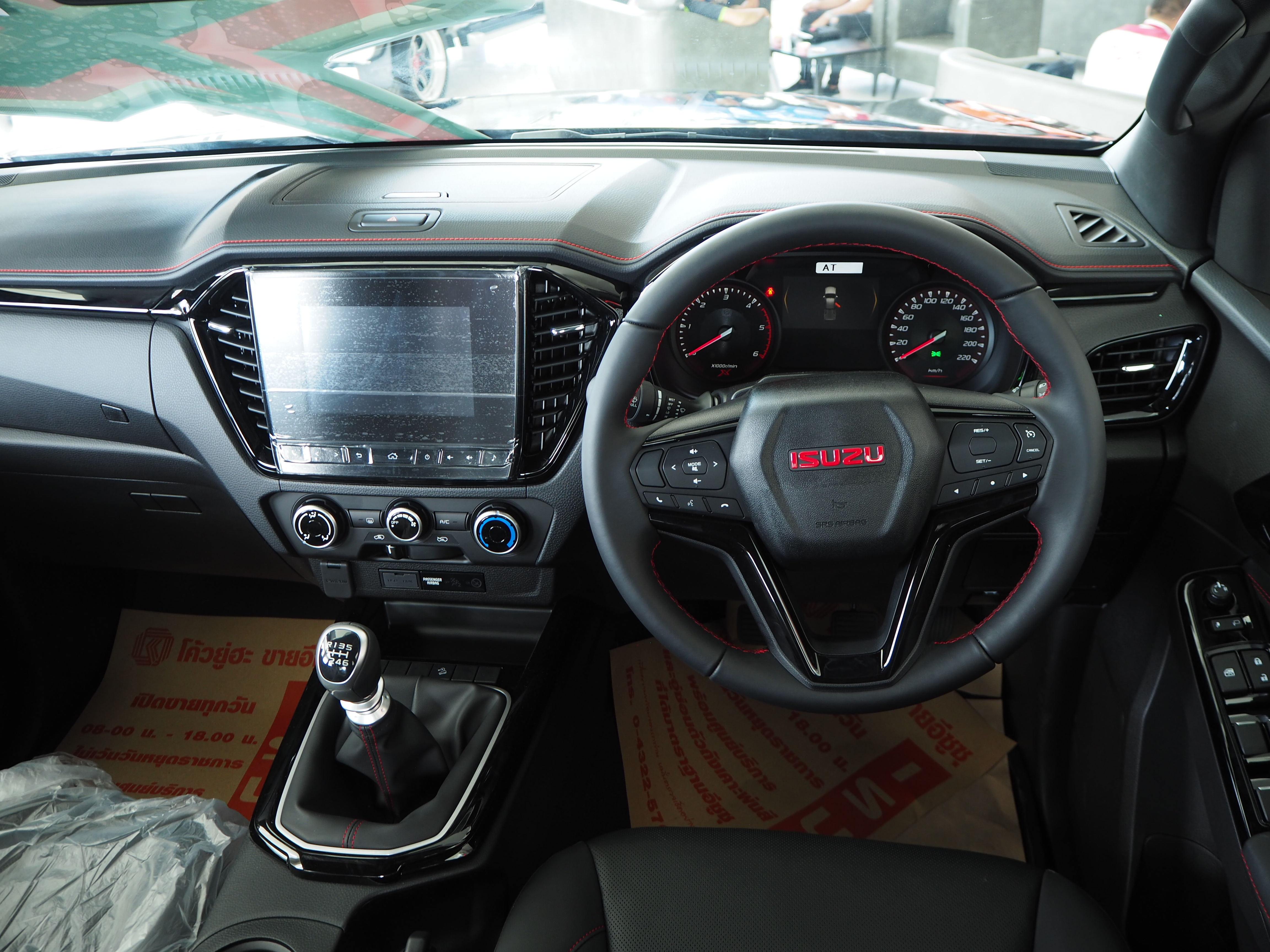
Isuzu D-Max X-Series Hi-Lander 4-Door

У жовтні 2019 року в Таїланді було представлено третє покоління моделі, початі продажі, в інші країни модель мала надійти в 2020 році. Незважаючи на зовнішню схожість з попереднім поколінням, модель абсолютно нова й навмисно створена не з американцями, а з компанією Mazda, яка випускає модель під своїм брендом.
Модель побудована на новій платформі Isuzu Dynamic Drive, порівняно з другим поколінням версія з дворядною кабіною на 30 мм коротша (5265 мм), на 10 мм ширша (1870 мм) і на 5 мм вища (1790 мм). Колісна база збільшена на 30 мм, до 3125 мм.
Візуально третє покоління відрізняється масивними шестикутними радіаторними ґратами, більш компактною оптикою й двоярусними протитуманними фарами.
Двигуни — це як колишній турбодизель об'ємом 1.9 л потужністю в 150 к.с. і обертовим моментом в 350 Нм, так і оновлений мотор об'ємом 3.0 л — у новій версії 4JJ3 порівняно з колишньою 4JJ1 потужність зросла з 177 до 190 к.с., а крутний момент — з 430 до 450 Нм.

### Двигуни
- 1.9 L RZ4E-TC I4 (дизель)
- 3.0 L 4JJ3-TCX I4 (дизель) 190 к.с. 450 Нм

## Продажі
| рік  | Таїланд |
| ---- | ------- |
| 2014 | 128,496 |
| 2015 | 118,719 |
| 2016 | 120,009 |
| 2017 | 133,794 |
| 2018 | 149,578 |
| 2019 | 143,693 |
| 2020 | 160,328 |